# جاك نورتن (ممثل)
جاك نورتن (بالإنجليزية: Jack Norton)‏ هو ممثل أمريكي، ولد في 2 سبتمبر 1882 في بروكلين في الولايات المتحدة، وتوفي في 15 أكتوبر 1958 في سارانك ليك في الولايات المتحدة بسبب فشل تنفسي.

## وصلات خارجية
- جاك نورتن على موقع IMDb (الإنجليزية)
- جاك نورتن على موقع تيرنر كلاسيك موفيز (الإنجليزية)
- جاك نورتن على موقع أول موفي (الإنجليزية)
- جاك نورتن على موقع قاعدة بيانات برودواي على الإنترنت (الإنجليزية)
- جاك نورتن على موقع قاعدة بيانات الفيلم (الإنجليزية)